# Hydriomena cynosura
Hydriomena cynosura là một loài bướm đêm trong họ Geometridae.